# Lista över Ölands runinskrifter
Lista över Ölands runinskrifter är en förteckning över Ölands runristningar, samtliga förkortade Öl och numrerade enligt Samnordisk runtextdatabas. Därtill dess placering, socken och eventuellt dess namn.

## Ölands runinskrifter

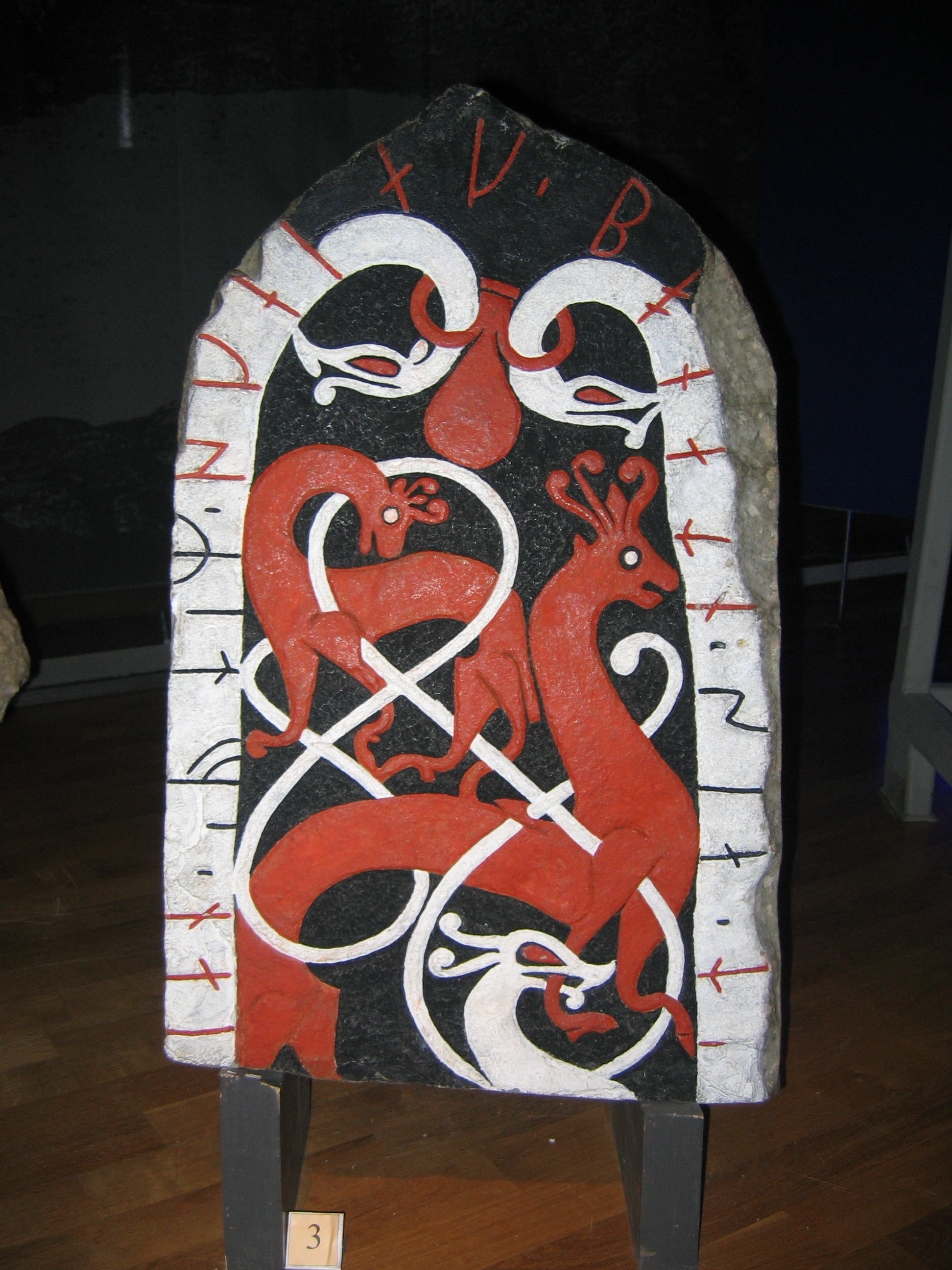
En run- och bildsten från Resmo kyrka, nu i SHM (Öl Fv1911;274B)

- Öl 1, Karlevistenen, Vickleby socken, runsten
- Öl 2, Algutsrums kyrka, Algutsrums socken och Mörbylånga kommun, försvunnen runsten
- Öl 3, Resmo kyrka, Resmo socken och Mörbylånga kommun, försvunnet runstensfragment, parsten till Öl 4
- Öl 4, Resmo kyrka, Resmo socken och Mörbylånga kommun, parsten till Öl 3, finns på Kalmar läns museum
- Öl 5, Bårby, Mörbylånga socken och Mörbylånga kommun, försvunnen runsten
- Öl 6, Mörbylånga kyrkogård, Mörbylånga socken och Mörbylånga kommun
- Öl 7, Mörbylånga kyrka, Mörbylånga socken, runsten, försvunnen
- Öl 8, Mörbylånga kyrkogård, Mörbylånga socken och Mörbylånga kommun, försvunnen gravhäll
- Öl 9, Kastlösa kyrka, Kastlösa socken, runsten, försvunnen
- Öl 10, Alvlösa, Smedby socken och Mörbylånga kommun, försvunnen runsten
- Öl 11, Alvlösa, Smedby socken och Mörbylånga kommun, runstensfragment
- Öl 12, Smedby kyrkogård, Smedby socken och Mörbylånga kommun, försvunnen runsten
- Öl 13, Södra Möckleby, Södra Möckleby socken och Mörbylånga kommun, försvunnen runsten
- Öl 14, Södra Möckleby kyrkogård, Södra Möckleby socken och Mörbylånga kommun, försvunnet runstensfragment
- Öl 15, Södra Möckleby kyrkogård, Södra Möckleby socken och Mörbylånga kommun, försvunnen runsten
- Öl 16, Gräsgårds kyrkogård, Gräsgårds socken och Mörbylånga kommun, försvunnen runsten
- Öl 17, Seby, Segerstads socken och Mörbylånga kommun, försvunnen runsten
- Öl 18, Seby, Segerstads socken
- Öl 19, Hulterstads kyrka, Hulterstads socken och Mörbylånga kommun, försvunnen runsten
- Öl 20, Hulterstads kyrkogård, Hulterstads socken och Mörbylånga kommun, försvunnen runsten
- Öl 21, Hulterstads kyrka, Hulterstads socken
- Öl 22, Hulterstads kyrka, Hulterstads socken se Öl 21
- Öl 23, Stenåsa kyrkogård, Stenåsa socken och Mörbylånga kommun, försvunnen runsten
- Öl 24, Stenåsa kyrkogård, Stenåsa socken och Mörbylånga kommun, försvunnen runsten
- Öl 25, Björnflisan, utanför Dröstorp på Alvaret, runsten
- Öl 26, Sandby kyrkogård, Sandby socken, runsten
- Öl 27, Sandby kyrkogård, Sandby socken, runsten
- Öl 28, Gårdbystenen vid Gårdby kyrka, Gårdby socken, runsten
- Öl 29, Gårdby kyrka, Gårdby socken, runstensfragment
- Öl 30, Norra Möckleby kyrkogård, Norra Möckleby socken och Mörbylånga kommun, försvunnen runsten
- Öl 31, Runstens kyrka, sakristian, Runstens socken
- Öl 32, Bjärby, Runstens socken och Borgholms kommun, försvunnen runsten från 1600-talet
- Öl 33, Runstens kyrkoby, Runstens socken och Borgholms kommun, försvunnet runstensfragment
- Öl 36, Bjärbystenen, Runstens socken, runsten
- Öl 37, Lerkaka, Runstens socken (mittemot kvarnraden)
- Öl 39, Övra Bägby, Gärdslösa socken, (stenen söder om bäcken)
- Öl 40, Övra Bägby, Gärdslösa socken, (stenen norr om bäcken)
- Öl 43, Gärdslösa kyrka, vapenhuset, Gärdslösa socken, fragment
- Öl 44, ursprungligen från Bo, Bredsättra socken, nu vid museet i Skedemosse
- Öl 46, Tingsflisan, Köpings socken, runsten
- Öl ATA4684/43B, Hulterstads kyrka, se Öl 21
- Öl ATA4701/43, Alböke kyrka (intill ytterväggen)
- Öl ATA4703/43, Solberga, Köpings socken
- Öl Fv1911;274B, Resmo kyrka, Resmo socken, nu i SHM, runsten
- Öl Fv1972;268, medeltida putsristning i Gärdslösa kyrka, Gärdslösa socken
- Öl KALM1982;57, Mörbylånga kyrka, Mörbylånga socken
- Ölands runinskrifter Köping, de 69 (?) runstensfragmenten i Köpings kyrka
- Ölands runinskrifter SAS1989;43, Kvinnebyamuletten

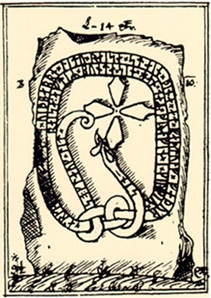
Bjärbystenen, Öl 36, enligt en teckning av Johannes Haquini Rhezelius 1634.

## Länkar och referenslitteratur
- FMIS sökning: Öland, Runristning
- Christer Hamp: Gamla Runinskrifter#Öland
- www.olanningen.com/fornlamningar/runstenar.htm
- Sven Söderberg, Erik Brate, red (1900-1906). Sveriges runinskrifter. Bd 1, Ölands runinskrifter. Stockholm: KVHAA. Libris 148319. http://www.raa.se/runinskrifter/sri_oland_b01_h01.pdf
- Nilsson, Bruce: The Runic Inscriptions of Öland (1973), Akademisk avhandling. University of Michigan, Libris 111096